# Pierrefort
Pierrefort (okzitanisch: Pèirafòrt) ist eine französische Gemeinde mit 891 Einwohnern (Stand: 1. Januar 2022) im Département Cantal in der Region Auvergne-Rhône-Alpes. Sie gehört zum Arrondissement Saint-Flour und zum Kanton Saint-Flour-2. Die Einwohner werden Pierrefortais genannt.

## Geographie
Pierrefort liegt südlich der Bergkette Monts du Cantal, etwa 29 Kilometer östlich von Aurillac. Die Nachbargemeinden von Pierrefort sind Brezons im Nordwesten und Norden, Cézens im Norden und Nordosten, Gourdièges im Osten, Sainte-Marie im Osten und Südosten, Paulhenc im Süden sowie Saint-Martin-sous-Vigouroux im Westen.

## Bevölkerungsentwicklung
| Jahr                       | 1962 | 1968 | 1975 | 1982 | 1990 | 1999 | 2006 | 2019 |
| Einwohner                  | 1067 | 1090 | 1131 | 1091 | 1017 | 1002 | 932  | 898  |
| Quellen: Cassini und INSEE |      |      |      |      |      |      |      |      |

## Sehenswürdigkeiten

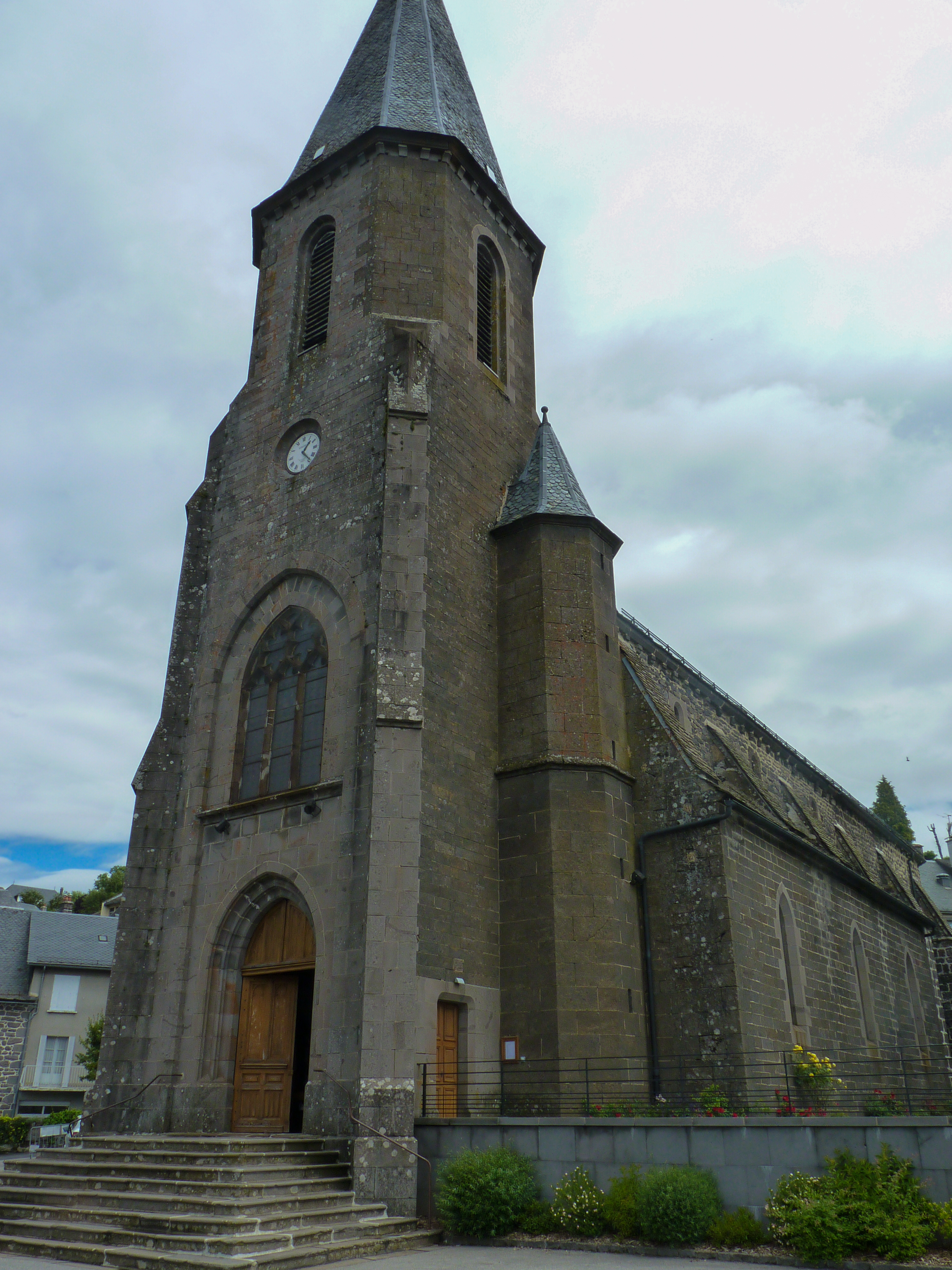
Kirche Saint-Jean-Baptiste
- alte Ortsbefestigung
- Kapelle und Mühle von Planchis

- Kirche Saint-Jean-Baptiste

## Gemeindepartnerschaft
Mit der französischen Gemeinde Sainte-Marie-de-Ré im Département Charente-Maritime besteht eine Partnerschaft.

## Persönlichkeiten
- Jean Todt (* 1946), Unternehmer, Automobil-Rennfahrer und Formel-1-Teamchef, Präsident des FIA